# The Glass Key
The Glass Key é um filme estadunidense de 1935, do gênero policial, dirigido por Frank Tuttle. O roteiro, baseado no romance do mesmo nome, de Dashiell Hammett, publicado em 1931, versa sobre o papel da amizade em um cenário de corrupção política. Em 1942, uma nova e mais respeitada versão do livro foi lançada também pela Paramount Pictures, com Alan Ladd e Veronica Lake.

## Sinopse
O chefe político Paul Madvig, depois de dez anos de vida criminosa, deseja endireitar-se e entra na campanha pela reeleição do senador John T. Henry. Paul também deseja casar-se com Janet, a filha do senador, porém ela o repele. O senador também tem um filho, Taylor, que é jogador compulsivo e está interessado em Opal, filha de Paul. Paul tem muitos inimigos, entre eles Shad O'Rory, dono de um cassino, que ele ameaçara expulsar da cidade. Quando Taylor é encontrado morto, Shad vai a um jornal e diz que Madvig estava na cena do crime. Diante disso, o escroque Ed Beaumont arrisca sua vida para provar a inocência de Paul, de quem é amigo e braço direito. Ele sofrerá alguns dissabores, mas terá também algumas alegrias pela frente.

## Elenco
| Ator/Atriz               | Personagem            |
| ------------------------ | --------------------- |
| George Raft              | Ed Beaumont           |
| Edward Arnold            | Paul Madvig           |
| Claire Dodd              | Janet Henry           |
| Rosalind Keith           | Opal Madvig           |
| Charles Richman          | Senador John T. Henry |
| Robert Gleckler          | Shad O'Rory           |
| Guinn 'Big Boy' Williams | Jeff                  |
| Ray Milland              | Taylor Henry          |